# 칼 슈레이더
칼 슈레이더(영어: Karl Schroeder, 1962년 9월 4일 ~ )는 캐나다의 SF 소설가이다.

## 저작 목록

### 장편소설
- 클라우스 효과 (The Claus effect, 1997)
- 바람의 행성 (Ventus, 2000)
- 영원 (Permanence, 2002)
- 미궁의 주인 (Lady of Mazes, 2015)
- 록스텝 (Lockstep, 2014)
- 백만 (The Million, 2018)
- 세상 훔치기 (Stealing Worlds, 2019)